# Raccoon River
Der Raccoon River ist ein 49,6 km langer Fluss im Zentrum des US-amerikanischen Bundesstaates Iowa. Sein Lauf beginnt mit dem Zusammenfluss des North Raccoon River mit dem South Raccoon River bei Van Meter im Dallas County und endet mit der Mündung in den Des Moines River im Stadtgebiet von Iowas Hauptstadt Des Moines.
Die Quellflüsse, zu denen auch der Middle Raccoon River gehört, sind allesamt länger als der Fluss selbst:
- Der North Raccoon River ist mit 315 km[2] der längste Quellfluss. Er entspringt nördlich von Marathon im Buena Vista County im Nordwesten Iowas auf 42,9016° N, 94,9747° W.
- Der Middle Raccoon River ist mit 148 km[3] der zweitlängste Quellfluss. Er entspringt südwestlich von Breda im Carroll County im mittleren Westen Iowas auf 42,1564° N, 95,0644° W. Er mündet bei Redfield im Dallas County in den hier wesentlich kürzeren South Raccoon River (41,5722° N, 94,195° W).
- Der South Raccoon River ist mit 116 km[4] der kürzeste Quellfluss. Er entspringt in der Viola Township des Audubon County im mittleren Westen Iowas auf 41,8247° N, 94,7928° W. Nach dem Zufluss des längeren Middle Raccoon River sind es bis zum Zusammenfluss mit dem North Raccoon River noch rund 35 km.